# Favna (boginja)
Favna je v rimski mitologiji boginja plodnosti, polja in gozdov.